# شبکه سلولی

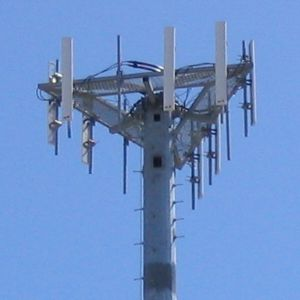
بی تی اس، ایالات متحده

شبکه سلولی (به انگلیسی: Cellular network) شبکه مخابراتی بی‌سیم است که ناحیه تحت پوشش آن به بخش‌های بسیاری که «سلول» نامیده می‌شود تقسیم شده‌است. درون هر کدام از سلول‌ها یک ایستگاه فرستنده-گیرنده در موقعیت ثابتی قرار داده شده تا با کاربران درون سلول ارتباط برقرار کند. این سلول‌های متصل به هم، پوشش رادیویی برای یک منطقه گسترده جغرافیایی را فراهم می‌آورند. شبکه سلولی امکان اینکه شمار زیادی سامانه بی‌سیم قابل جابجایی (مانند تلفن همراه) در هر نقطه از شبکه با یکدیگر از طریق ایستگاه‌های پایه ارتباط برقرار کنند را به وجود می‌آورد.